# Ändamålet helgar medlen
Ändamålet helgar medlen (dass der Zweck das Mittel heilige) är ett uttryck som innebär att det anses acceptabelt att använda annars omoraliska eller tveksamma metoder för att uppnå ett önskvärt mål. Uttrycket används ofta i filosofiska och etiska diskussioner för att belysa konflikten mellan mål och medel.
Uttrycket tillskrevs jesuiterna av den tyske filosofihistorikern Johann Gottlieb Buhle (1763–1821) i hans bok Lehrbuch der Geschichte der Philosophie. Det finns dock inga belägg i några skrifter för att ordspråket skulle ha använts av jesuiterna som en allmän regel. Det återfinns i ett mycket specifikt sammanhang hos Hermann Busenbaum.
Uppfattningen att det var ett jesuitiskt valspråk spreds även i Skandinavien av författarna Carl Julius Lenström och Zacharias Topelius.